# Montalto Dora
Montalto Dora es una localidad y comune italiana de la provincia de Turín, región de Piamonte, con 3.465 habitantes.

## Evolución demográfica
| Gráfica de evolución demográfica de Montalto Dora entre 1861 y 2001 |
|                                                                     |
| Fuente ISTAT - elaboración gráfica de Wikipedia                     |

## Curiosidad
En el castillo de Montalto Dora, se filmó la película Drácula 3D (2012) de Dario Argento. (Información de Dizionario del Turismo Cinematográfico)